# بچه کاراته‌کار (مجموعه تلویزیون)
بچه کاراته‌کار (به انگلیسی: The Karate Kid) یک مجموعه تلویزیونی انیمیشنی آمریکایی است که در سال ۱۹۸۹ منتشر شد و در صبح شنبه در شبکه ان‌بی‌سی پخش شد. این فیلم بر اساس مجموعه فیلم‌های بچه کاراته‌کار ساخته شده‌است.
این برنامه در ابتدا برای پخش روزانه برای پاییز ۱۹۸۸ با ۶۵ قسمت برنامه ریزی شده بود، قبل از اینکه در نهایت بر اساس سفارش ۱۳ قسمتی برای صبح شنبه های ان‌بی‌سی  در سال ۱۹۸۹ تنظیم شود.

## بررسی اجمالی
این سریال داستان شاگرد دنیل لاروسو (با صداپیشگی جوی ددیو) و مربی او آقای میاگی (با صدای رابرت ایتو) را روایت می‌کند، اما موتیف مسابقات کاراته را برای یک محیط ماجراجویی/جستجو رها می‌کند. باشگاهی مینیاتوری با قدرت جادویی از محل استراحت خود در اوکیناوا گرفته شده است و وظیفه میاگی و دانیل است که آن را بازیابی کنند. کاراته‌کاها همراه با دختر اوکیناوا تاکی تامورای (با صداپیشگی جنیس کاوی) جهان را جستجو می‌کنند و طبیعتاً با فرصت‌های متعددی برای رهایی از مشکل مواجه می‌شوند.
پت موریتا نقش خود را در نقش آقای میاگی قبل از افتتاحیه از طریق روایتی که در آن طرح اپیزود را از دیدگاه شخصیتش توضیح می‌دهد، تکرار کرد. موریتا برای هر قسمت به غیر از قسمت ۸، روایت آغازین را ارائه کرد.